# Покидько, Василий Маркович
Васи́лий Ма́ркович Поки́дько (28 января 1919, Хорошее Озеро, Черниговская губерния — 10 июня 1991, Москва) — участник Великой Отечественной войны, Герой Советского Союза. В годы Великой Отечественной войны — командир батальона 226-го стрелкового полка 63-й стрелковой дивизии 5-й армии 3-го Белорусского фронта, капитан.

## Биография
Родился 28 января 1919 года в селе Хорошее Озеро ныне Борзнянского района Черниговской области Украины в крестьянской семье. Украинец. После 7-ми классов школы окончил ветеринарный техникум и работал ветеринарным врачом.
В 1939 году Ахтырским райвоенкоматом Сумской области Украинской ССР призван в Красную Армию — поступил в военно-пехотное училище. После окончания училища, с июля 1941 года — в действующей армии.
С июля по сентябрь 1941 года — на Северо-Западном фронте. Принимал участие в контрударе под Старой Руссой, оборонительных боях и прорыве 34-й армии из окружения. Был тяжело ранен.
После выздоровления, в апреле 1942 года, был направлен на Брянский (с 7 июля 1942 — Воронежский) фронт, в 6-ю гвардейскую армию. В этот период войска фронта вели тяжёлые оборонительные бои за Воронеж, сковывая превосходящие силы противника и срывая их переброски для усиления группировок, наступавших на Сталинград и Кавказ. Здесь получил первую боевую награду — медаль «За отвагу». В январе 1943 года Василий Маркович был снова тяжело ранен. За участие в Острогожско-Россошанский операции и проявленные при этом мужество и героизм был награждён Орденом Красной Звезды.
После госпиталя, с марта 1943 Покидько снова на Воронежском фронте. Принимает участие в кровопролитных боях, которые следуют после неудачной харьковской наступательной операции (19 февраля — 14 марта 1943). В июне 1943 года получил лёгкое ранение. Во время Курской битвы (5 июля — 23 августа 1943) участвовал в Курской оборонительной (5-23 июля) и Белгородско-Харьковской наступательной (3-23 августа) операциях. За бои на Харьковщине был награждён орденом Красного Знамени.
В августе 1943 года переведён 39-ю армию Калининского фронта. 14 сентября войска фронта перешли в наступление против Духовщинской-демидивского группировки сил противника. Во время тяжёлых боев по прорыву глубокоэшелонированной обороны противника получил третье тяжёлое ранение.
В действующую армию капитан Покидько вернулся только в мае 1944 года — был назначен командиром батальона 226-го стрелкового полка 63-й стрелковой дивизии 5-й армии 3-го Белорусского фронта.
В ходе Витебско-Оршанской операции (знаменитый Витебский прорыв) батальон капитана Покидько умело осуществил прорыв обороны противника у деревни Ефременки, на подступах к Витебску, смело и мужественно вел бои за крупный промышленный центр и узел железных и автомобильных дорог Литовской ССР город Каунас. В августе 1944 года одним из первых в дивизии вышел к границе с Восточной Пруссией. Во время жестокого боя на границе Василий Маркович Покидько был тяжело ранен, но отказался от госпитализации — лежа на носилках продолжал руководить боем до разгрома группировки противника. Это был последний бой капитана Покидько в Великой Отечественной войне.
Указом Президиума Верховного Совета СССР от 24 марта 1945 года капитану Василию Марковичу Покидько присвоено звание Героя Советского Союза с вручением ордена Ленина и медали «Золотая Звезда» (№ 7113).
После окончания Великой Отечественной войны окончил Военную академию имени М. В. Фрунзе. С 1978 года полковник В. М. Покидько — в запасе. Жил в Москве. Работал начальником штаба гражданской обороны в Научно-исследовательском институте. Умер 10 июня 1991 года. Похоронен на Химкинском кладбище в Москве.